# Apponyi-kastély (Hőgyész)
Az Apponyi-kastély vagy Apponyi-Liechtenstein kastély vagy Mercy–Apponyi-kastély Hőgyészen, Tolna vármegyében található.

## Előzmények
Az Aparinak nevezett birtokot a hozzátartozó falvakkal és pusztákkal 1722-ben kapja meg hadi érdemeiért a lotaringiai hercegségi családhoz tartozó Claudius Florimundus Mercy (Savoyai Jenő lovassági tábornoka, majd a visszafoglalt Bánság kormányzója). Más források szerint a Sinzendorf családtól 15 000 Ft-ért veszi meg. Ennek az öt faluból és harminc pusztából álló birtoknak a központjává teszi Hőgyészt, és így a terület mint Hőgyészi Uradalom kezdi meg fejlődését. Az uradalom szépen gyarapodott, közel negyven év alatt több mint 20 000 holddal bővült a termőföld irtások és egyéb talajjavító munkálatok révén (ebben az időszakban, Tolna megyében csak az Esterházy család dombóvári birtoka volt nagyobb). 
A Mercy-kastélyt megelőzően állt egy kisebb földszintes kastély a településen, amelyet a korabeli írásokban gyakran mint várat, várkastélyt említenek. Ennek az lehet az oka, hogy az épület cölöpökön állt és sáncokkal volt körülvéve. Ezt az állítást ugyan több más okirat cáfolja, többek között az a leírás is, mely az 1773. évi felmérésben már mint emeletes kastélyt említi. Ebben az évben vették át a birtokot az Apponyiak. A kastély tényleges korának megállapításában Bél Mátyás műve lehet segítségünkre, amelyben így ír: „Hőgyész a Mercy grófnak új és elegáns kastélyáról nevezetes”. Ez a kézirat 1730-ban íródott, még Claudius Fl. Mercy halála előtt. Ezen adatok ismeretében a történészek Mercy gróf halála, azaz 1734 előttinek tekintik a nagykastélyt, amit fogadott fia, Anton építtetett tovább, aki ott is halt meg, és a csicsói kápolnában helyezték örök nyugalomra.

## A kastély
A kastélyt III. Mercy 1772-ben királyi engedéllyel eladta Apponyi Györgynek, akit 1776-ban Tolna vármegye főispánjának választottak. A birtokot fogadott fia, Antal örökli és 1784-től jelentősen átalakította. Apponyi Antalt a kor egyik legműveltebb földesurának tartották. Barátságban állt Haydnnal (a Teremtés és az Évszakok című oratóriumok megjelenéséhez anyagilag is hozzájárult), Mozarttal, ismeretség kötötte Beethovenhez, és megfordult nála – igaz csak egy éjszakára – Liszt Ferenc is. Később testvére, Apponyi Károly lett a kastély ura, aki csak ritkán tartózkodott ott. Az ő fia, Géza viszont életének jelentős részét a kastélyban töltötte feleségével, gróf Széchenyi Paulával. Az épületet 1890-ben Ybl Miklóssal restauráltatta, és 1928-ban bekövetkezett halálakor a kastély mauzóleumába temették el, ahol a mai napig nyugszik, feleségével együtt. Az utolsó Apponyi, II. Apponyi Károly 1939-ben eladta a kastélyt az Országos Társadalombiztosítási Igazgatóságnak.
Ezt követően kezdődött a pusztulás; a parkból különböző nagyságú területeket szakítottak ki, előbb üdülő, majd irattár volt. A második világháború idején lengyel menekültek szállása lett, később katonai kórház és 1954-ig menekült görög gyermekek otthona volt. Később nevelőotthon, iskola, majd újra gyermekotthon. A sokszori funkcióváltás miatt az eredeti belső térszerkezet a felismerhetetlenségig átalakult. A park közepére fölhúztak egy stílusidegen épületet, ahol a gyermekotthonhoz tartozó műhelyeket alakították ki (ebből lett később az Elízium). A régi értékes növényállomány a gazdátlanság következtében elsatnyult, illetve teljesen elvadult.

## A kastélyszálló[forrás?]
Az 1980-as évektől különböző felújításokat végeztek rajta és szerényebb elhelyezés mellett olcsó szállodaként is üzemelt. A megye e legnagyobb barokk stílusú ingatlanát 1999-ben vásárolta meg a megyei önkormányzattól a Hermelin Rt., Piros László budapesti vállalkozó cége. Remek építész-kertész csapatot összeállítva valósították meg a csodát és 2001 év végén megnyitották a négycsillagos Gróf Apponyi Kastélyszállót. A közel négyezer négyzetméteres hotel a falu közepén áll. A négyszárnyú, zárt belső udvarral rendelkező impozáns épület főút felőli homlokzatát az Apponyi család címere díszíti. A főútról befordulva csodás parkba érünk, amelynek eredeti állapotát neves szakemberek igyekeznek helyreállítani. Az épületbe lépve a főbejárat mellett tábla hirdeti, hogy ebben a fantasztikus fejlődésben a Széchenyi Terv is jelentősen segítette a bátor vállalkozót. Járjuk hát végig az épületet.
A földszinten kávézó és elegáns étterem, tanácsterem és vendégszobák kaptak helyet. A kastély felszentelt kápolnája esküvők megrendezésére kínál kiváló lehetőséget. A kápolna előterében elhelyezett márványtábla Liszt Ferenc látogatásának állít emléket. A folyosók padlóját kelheimi kőlapokkal borították, ami a boltozattal igazi ódon hangulatot teremt. A recepciós pulttól két vörös mészkőoszlop között, díszes lépcsőn juthatunk az emeletre. A lépcsőfordulót az Apponyi család négy tagjáról készült festmény fényképmásolata teszi majdnem hitelessé (eredetijük a Vosinsky Mór Megyei Múzeumban látható).
Az emeleten további vendégszobák és négy nagyterem található, melyeket a családhoz közel álló zeneművészek iránti tiszteletből Lisztnek, Haydnnak, Mozartnak és Beethovennek neveztek el. Mind a négy termet eltérő stílusban rendezték be. A szobák méltó bútorzatát lengyel asztalosok készítették. Minden szoba külön fürdőszobával rendelkezik, amiket a szoba alapterületéből választottak le, oly módon, hogy a szoba közel hat méteres mennyezetéig nem ér fel, így nem bontották meg az eredeti boltozatokat, s az igazi barokk tetőszerkezetet. A helyreállítás során kicserélték az elöregedett gerendákat, amelyek némelyike néhány helyen a 80 centiméteres átmérőt és a tíz-tizenkét méter hosszúságot is elérte. A pincében alakították ki az eredeti téglákkal burkolt hangulatos borozót és a vendégek ellátását szolgáló konyhát is.
De a kastélyban három medence van (ebből kettőt a helyi termálvíz lát el), négy szaunát, egy gőzkabint és kondicionálótermet magába foglaló wellnessközpont. Az ország második gyógy-kastélyszállója mind kívülről, mind belülről az igazi főúri vendéglátás „Mekkája".
Ehhez járul még a szállodától közel két kilométernyire található lovarda – folyamatos fejlesztés alatt – ahol lovaglásra, kocsikázásra, télen pedig szánkocsizásra nyílik lehetőség. További tervekben szerepel itt egy étterem, szálláshelyek, kovács- és fazekasműhely valamint teniszpályák létesítése is.

## Képgaléria

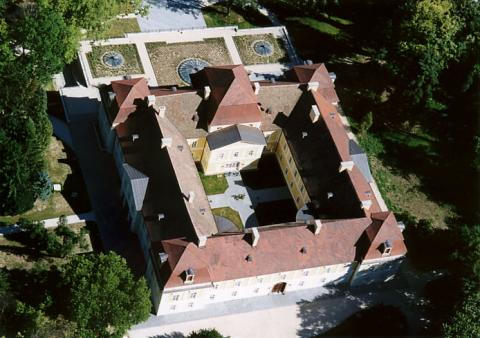
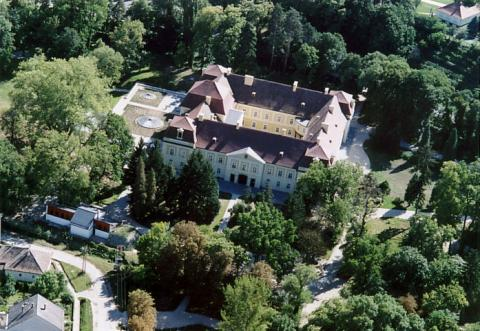
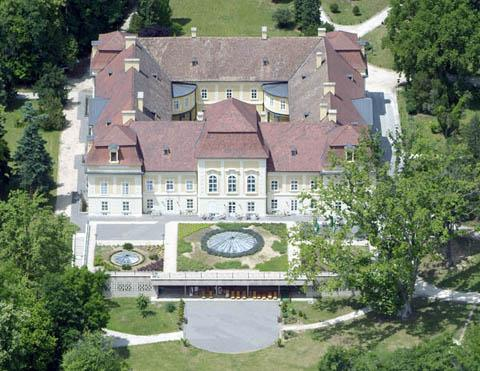